# 深圳壆岗足球俱乐部
深圳市宝安区沙井街道坣岗体育俱乐部，在职业联赛时称深圳壆岗足球俱乐部（英語：Shenzhen Bogang F.C.），是一间位于中国深圳沙井街道壆岗社区（原壆岗村）的业余足球俱乐部，创立于1998年，前身为壆岗村足球队。
俱乐部曾在2003年至2007年蝉联了5次全国业余联赛冠军，是中冠联赛及之前的全国业余联赛至今为止夺冠次数最多的球队；之后并未参加全国性赛事，直到2019年再度参加中冠联赛，并成功升入中国足球乙级联赛。但俱乐部仅在职业联赛征战一年，便因无法通过准入重回业余联赛。

## 历史

### 早期历史
壆岗村有着悠久的足球传统，并且有「足球之乡」的美称，其足球历史可以追溯到1941年。当年侵华日军占领香港，在港谋生并身为香港当地足球队队员的近百名壆岗青年回到家乡坚持抗日。返乡的足球队员认为要继续抗日，首先要有强壮身体，便带动村民成立壆岗第一支足球队，并以踢足球名义开展抗日情报和宣传活动。
中华人民共和国成立后，壆岗村足球得到了宝安县体委的专项资金支持。1992年，足球运动被列入壆岗村村民的素质教育项目。

### 成立俱乐部之后
1998年2月，经中国足协批准，壆岗成立了全国第一家村级足球俱乐部，壆岗足球队也成为了全国第一支拥有专用足球场（壆岗足球场）的业余球队。1999年，壆岗足球队与广州体育学院合作发展足球，并投资600万元人民币新建俱乐部大厦。2002年全国足球业余（丙级）队联赛创办，壆岗足球队派出青年队出战，成为该赛事的创始球队之一，当年就在教练丁晟的带领下，仅屈于广州酒家队获得亚军。2003年则在河南省体育中心击败湖南体坛队获得冠军，此后至2007年均蝉联冠军位置。由于成绩突出，中国足协等有关方面曾要求他们晋升为乙级联赛，但俱乐部当时的所有人深圳市沙井坣岗股份合作公司（由壆岗村村属集体财产改制而来的经济实体）以参加职业赛事投入太大，影响社区足球运动发展为由婉拒，此后12年并未参加全国性大型赛事，仅参与深圳足球联赛等地域性业余足球赛事。
2018年，曾投资深圳新桥足球俱乐部的棕榈体育产业发展集团正式参与投资深圳壆岗足球俱乐部，并在当年7月10日与深圳市沙井坣岗股份合作公司正式成立深圳壆岗足球俱乐部有限公司，聘请了曾率领梅县铁汉冲甲的李海强出任球队主帅。2019年3月14日，深圳壆岗举行当年出征仪式，并在4月13日开始征战本年度中冠联赛和深圳超级联赛。7月13日，在中冠大区赛附加赛中，深圳壆岗主场淘汰上海华交，晋级总决赛，并在总决赛夺得南区首位，成功升入2020年中国足球乙级联赛。俱乐部同年也以全胜成绩夺得了深圳超级联赛冠军。
升入职业联赛之后，深圳壆岗遇到资金困难，出现欠薪问题。2021年3月20日，俱乐部的球员向宝安当地法院提起强制执行，要求俱乐部支付补贴和绩效工资。29日，深圳壆岗无缘新赛季的准入名单。4月，深圳市沙井坣岗股份合作公司退出俱乐部在职业联赛的主体经营，随后以深圳市宝安区沙井坣岗体育俱乐部的身份于当年重回深圳市足球协会城市足球超级联赛。

## 球员构成
壆岗社区足球氛围浓厚，1800多名原居民中，80%的男性都会踢球。直接或间接参与足球运动的居民多达800人，年龄最长的球员今年已80多岁。而壆岗足球队的队员大多是这一地区的在校大学生，又因壆岗足球队与广州体育学院的共建关系，很多球员就读于广州体育学院，接受足球专业训练。球队还吸引了一批退役的球星加盟，如中国国脚胡志军、姚德彪、张悦文等。

### 足球梯队
壆岗有一套行之有效的足球梯队训练体系，拥有从儿童、少年、青年到成年、老年等各年龄段的足球队，包括小学生一队、二队，少年队，青年队和女子队，队员达220多人。以沙井壆岗足球俱乐部97-98年龄段少年队为班底的深圳沙井中学代表队曾夺得了2011年广东省少年男子足球冠军赛的冠军，壆岗足球俱乐部少年队的林坚维、陈博枫等多位才俊还相继入选中国国少队和广东省少年足球队。

## 荣誉成绩

### 历年成绩
| 赛季 | 联赛 | 联赛 | 联赛 | 联赛 | 联赛 | 联赛 | 联赛 | 联赛   | 联赛 | 中国足协杯 | 主场                     |
| 赛季 | 等级 | 赛   | 胜   | 平   | 负   | 进球 | 失球 | 积分   | 位次 | 中国足协杯 | 主场                     |
| ---- | ---- | ---- | ---- | ---- | ---- | ---- | ---- | ------ | ---- | ---------- | ------------------------ |
| 2025 | 5    | 9    | 2    | 0    | 7    | 10   | 23   | 6      | 8    | 无资格     |                          |
| 2024 | 5    | 9    | 6    | 0    | 3    | 24   | 12   | 16     | 6    | 无资格     |                          |
| 2023 | 5    | 9    | 7    | 0    | 2    | 22   | 8    | 22     | 2    | 无资格     | 深圳市青少年足球训练基地 |
| 2022 | 5    | 7    | 4    | 0    | 3    | 22   | 11   | 12     | 4    | 无资格     | 深圳市青少年足球训练基地 |
| 2021 | 5    | 7    | 5    | 1    | 1    | 22   | 5    | 26     | 3    | 无资格     | 深圳市青少年足球训练基地 |
| 2020 | 3    | 9    | 2    | 4    | 3    | 11   | 15   | 10     | 10   | 无资格     | 无                       |
| 2019 | 4    | 13   | 9    | 2    | 2    | 33   | 11   | 不适用 | 2    | 未参加     | 深圳壆岗足球基地         |
| 2019 | 5    | 14   | 14   | 0    | 0    | 48   | 1    | 42     | 1    | 无资格     | 深圳体育场               |
| 2018 | 5    | 14   | 8    | 3    | 3    | 59   | 16   | 27     | 4    | 无资格     |                          |
| 2017 | 5    | 14   | 10   | 1    | 3    | 95   | 9    | 31     | 3    | 无资格     |                          |

1. ↑  在深圳市足球协会城市足球超级联赛中，两队90分钟打平将进行点球大战，胜者得2分，负者得1分。

### 历史荣誉
| 荣誉                              | 次数     | 年度                                           |          |          |          |
| 全国赛事                          | 全国赛事 | 全国赛事                                       | 全国赛事 | 全国赛事 | 全国赛事 |
| --------------------------------- | -------- | ---------------------------------------------- | -------- | -------- | -------- |
| 中国足球协会会员协会冠军联赛 冠军 | 5        | 2003，2004，2005，2006，2007                   |          |          |          |
| 中国足球协会会员协会冠军联赛 亚军 | 2        | 2002，2019                                     |          |          |          |
| 深圳赛事                          |          |                                                |          |          |          |
| 深圳市足球顶级联赛 冠军           | 8        | 1999，2001，2003，2004，2005，2007，2009，2019 |          |          |          |
| 深圳市足协杯 冠军                 | 1        | 2005                                           |          |          |          |
| 深圳市足球次级联赛 冠军           | 2        | 1996，1998                                     |          |          |          |